# Rimbach (Volkach)
Rimbach ist ein Ortsteil der Stadt Volkach im bayerischen Landkreis Kitzingen in Unterfranken. Rimbach war bis zum freiwilligen Zusammenschluss mit Volkach am 1. Juli 1977 eine selbstständige Gemeinde. Das Dorf war während des Mittelalters lange Zeit in den Händen der Zollner von der Hallburg, die eine eigene Linie nach dem Ort benannten. Später kam es an die Grafen von Schönborn, die bis 1848 die niedere Gerichtsbarkeit in Rimbach ausübten.
Rimbach liegt fernab der großen Tourismuszentren an der Volkacher Mainschleife. Dennoch hat das Dorf eine Vielzahl von Kulturgütern und Baudenkmälern. Neben der Georgskirche, die lange Zeit eine Filiale der Stadtkirche in Volkach war, bildet die Mariensäule an der Lindenstraße den Ortsmittelpunkt. Von der Rimbacher Burg, die jahrhundertelang im Norden des Dorfes stand, sind keine Spuren zu erkennen.

## Geografische Lage

### Geografie und naturräumliche Lage
Rimbach liegt im äußersten Osten des Volkacher Gemeindegebietes. Im Norden befindet sich der Volkacher Ortsteil Krautheim, im Nordosten beginnt mit der Gemeinde Frankenwinheim der Landkreis Schweinfurt. Östlich liegt die Gemeinde Lülsfeld, ebenfalls im Landkreis Schweinfurt. Im Süden erstreckt sich wiederum Volkacher Gemeindegebiet mit dem Ortsteil Eichfeld. Südwestlich, getrennt durch die Staatsstraße St 2260, liegt der Strehlhof, im Westen Volkach. Obervolkach liegt im Nordwesten.
Nächstgelegene größere Städte sind Kitzingen mit einer Entfernung von ca. 17 Kilometern und Schweinfurt, das ungefähr 21 Kilometer entfernt ist. Die nächste Großstadt ist das 27 Kilometer entfernte Würzburg.
Naturräumlich liegt die Rimbacher Gemarkung im Steigerwaldvorland von Neuses, das zum Iphofen-Gerolzhofener Steigerwaldvorland innerhalb der Mainfränkischen Platten gezählt wird.
Das Dorf liegt in der Maingauklimazone, die zu den trockensten und wärmsten Klimazonen Deutschlands zählt. Dies erklärt auch den Weinbau im Ort. Der Ort wird vom Rimbach, einem Zufluss des Weidachbaches, durchflossen. Weitere Gewässer befinden sich im Südwesten der Gemarkung um den Strehlhof. Der Halbmeilenbach mündet in den gleichnamigen See. Der Rotenbach und der Heiligenbach fließen in die Sommerach.

### Dorfgliederung

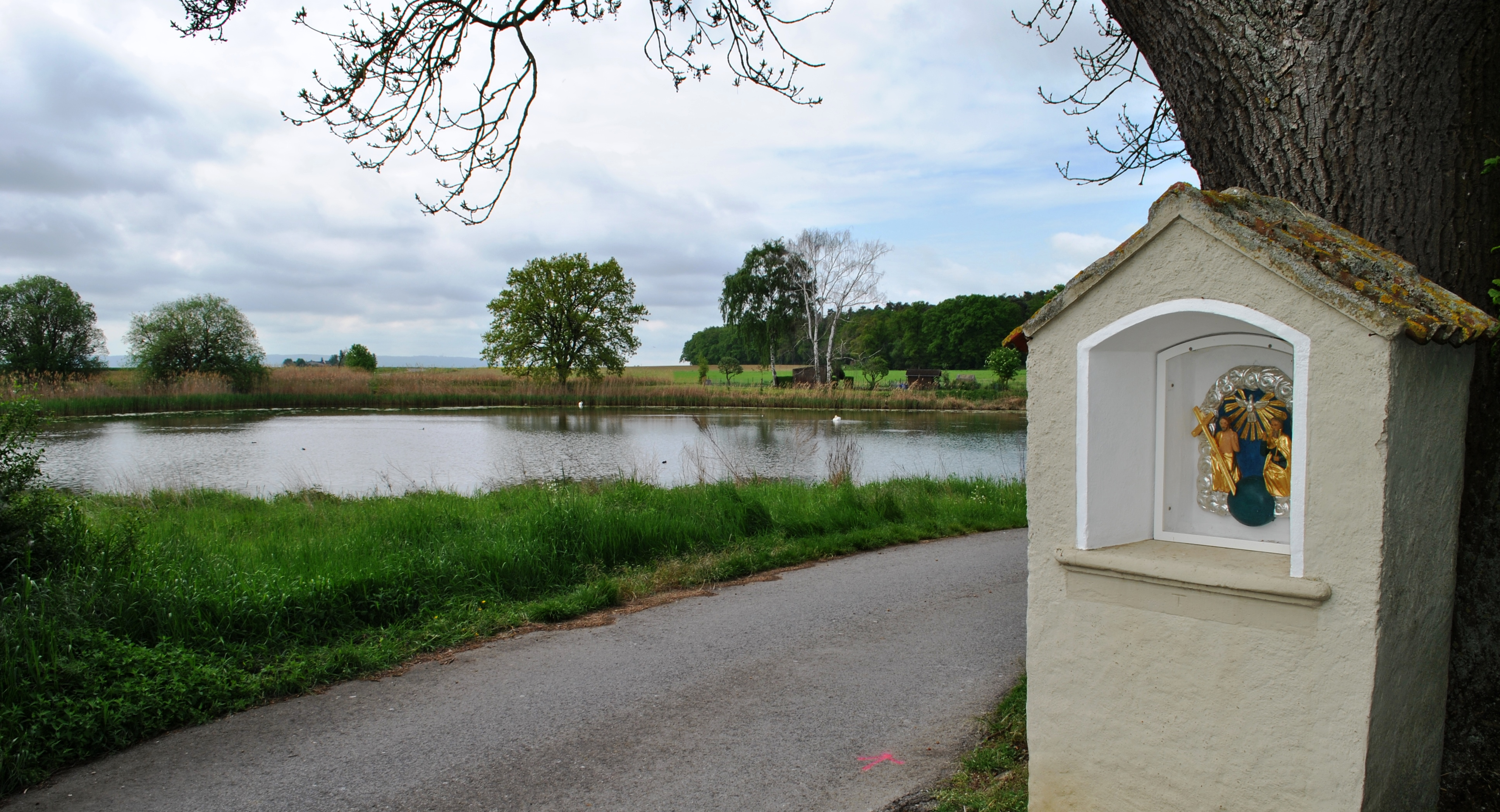
Der sogenannte Rimbach-See am Ortsrand

Die Rimbacher Gemarkung nimmt eine Fläche von etwa 6 km² ein. Im Nordosten befindet sich am Rimbach das Haufendorf. Die Georgskirche liegt im Norden, das Areal der Burg im Osten. Westlich wurde nach 1970 ein großes Neubaugebiet ausgewiesen, das heute von der Birken- und der Tannenstraße gebildet wird. Unmittelbar an die bebaute Fläche schließt sich im Süden der sogenannte Rimbach-See an. Dort befindet sich auch das Sportgelände des Dorfes.
Im Nordwesten von Rimbach erhebt sich der Weinberg mit einer Höhe von 242 Metern. Darunter errichtete man die Kläranlage des Dorfes. Drei Kilometer vom eigentlichen Dorf entfernt liegt im Südwesten der Strehlhof. Die Einöde war historisch bereits lange mit dem Dorf Rimbach verbunden. Weiter westlich, in unmittelbarer Nähe der Volkacher Mainfranken-Kaserne, liegt der Halbmeilensee, der ein Naturdenkmal ist, und neben der Straße St 2260 ein unbenannter See.
Nur wenige benannte Fluren befinden sich auf der Gemarkung. Insbesondere die Flurabteilungen, die heute von Wald eingenommen werden, sind erfasst. Im Westen zwischen Volkach und Rimbach erstrecken sich der Brandwald, der Wald Straßenschlag, der Hartwald (auch Haardt) und der Wald Fuchsschlag. Im Süden von Rimbach befindet sich die Flur Halbemeile, benannt nach der Entfernung zur Stadt Volkach. Der Hutwald umschließt den gleichnamigen See. Teile der Gemarkung sind unter dem Namen Südliches Steigerwaldvorland als EU-Vogelschutzgebiet unter Schutz gestellt.

## Geschichte

### Vor- und Frühgeschichte (bis 906)
In der Umgebung von Rimbach wurden viele prähistorische Funde gemacht. Ein Pflugkeil aus Amphibolit wurde am Halbmeilensee ausgegraben. Er verweist auf die Besiedlung in der Jungsteinzeit. Wahrscheinlich siedelten hier Menschen der Linearbandkeramischen Kultur. Über die Vogelsburg, Nordheim am Main, die Hallburg und Ulberg führte wahrscheinlich ein vorgeschichtlicher Heerweg nach Rimbach. Wahrscheinlich blieb der Norden von Rimbach auch im Mittelneolithikum besiedelt.
Aus der Bronzezeit entdeckte man in Richtung Lülsfeld mehrere Grabhügel. Während der Latènezeit kam es überall in der Mainschleifenregion zur Bevölkerungsüberlagerung: Die zugezogenen Kelten verdrängten die ursprünglichen Siedler. In Rimbach wurden mehrere keltische Silbermünzen entdeckt, die eine Hantel, einen Wendelring, die sogenannte Torques und ein geschäftetes Beil zeigen.
Um 50 vor Christus stießen elbgermanisch-suebische Völker in das Gebiet um Rimbach vor. Es ist unklar, ob damals bereits ein Dorf an der heutigen Stelle existierte. Über 600 Jahre später, im 6. nachchristlichen Jahrhundert, eroberten die germanischen Franken die Region. Sie brachten erste Verwaltungsstrukturen mit und forcierten auch die Christianisierung im heutigen Mainfranken.
Die Besiedlung Rimbachs als Rodungsort erfolgte wohl im Zuge dieser Kolonisation im 7. bzw. 8. Jahrhundert. In diesem Zeitraum hatte sich in der Umgegend bereits ein fränkischer Urgau, das Volkfeld, als Besitz des Königs etabliert. Rimbach wurde im 9. Jahrhundert Teil dieses weitverzweigten Eigentums. Der König begann allerdings bereits bald dieses geschlossene Land aufzulösen. Er vergab ganze Gebiete an andere Herrschaften und versicherte sich so ihrer Treue.

### Die Herren von Rimbach (bis 1355)

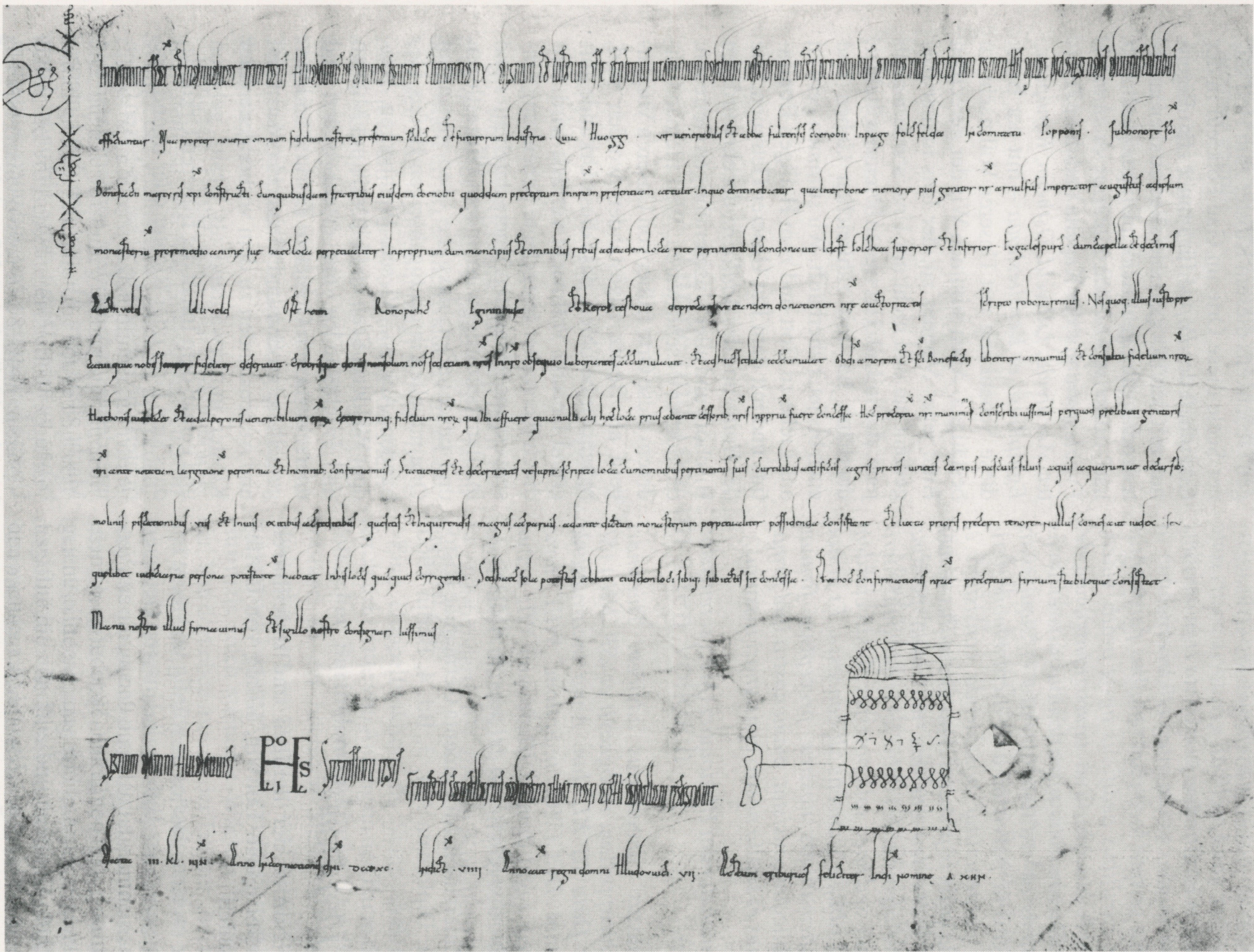
Die Urkunde von 906

Es ist umstritten, ob Rimbach in der Urkunde vom Jahr 906 auftaucht. Eventuell handelte es sich bei dem genannten „Ronopahe“ oder „Ronopahc“ um das heute verlassene Dorf Ronobach bei Sommerach. Allerdings ist es durch die Stellung innerhalb der Urkunde, in der Ronopahe neben „Aachiveld“, das eindeutig als Eichfeld zu identifizieren ist, wahrscheinlich, dass es sich um das heutige Rimbach handelt.
In der Urkunde von 906 bestätigte der König Ludwig das Kind eine Schenkung seines Vaters Arnulf von Kärnten. Danach waren mehrere Dörfer bereits im Jahr 889 an die Bonifatiusabtei Fulda gekommen. Zu diesem frühen Zeitpunkt wird das Dorf lediglich aus einem königlichen, später fuldischen Fronhof und einigen Leibeigenenhäusern (lat. loca cum mancipiis) bestanden haben. Kirchlich wurde Rimbach damals von der Kirchbergpfarrei im nahen Volkach betreut.
Die engen Verbindungen nach Volkach könnten auch der Grund dafür sein, dass man in Rimbach lange Zeit den Rinderhof von Volkach vermutete. Nach dem Übergang an das Kloster Fulda schweigen die Quellen einige Zeit über das Dorf. Erst 1134 tauchte Rimbach wiederum in der schriftlichen Überlieferung auf. Mittlerweile saß dort ein nach dem Ort benanntes Ministerialengeschlecht, das in Diensten des Klosters Ebrach, der Grafen zu Castell und des Hochstifts Würzburg stand. 1300 wurde auch ein Edelhof im Dorf genannt.

### Die Zollner zu Rimbach (bis 1598)
Letztmals wurden die Herren von Rimbach im Jahr 1303 erwähnt. Allerdings dauerte es noch einige Jahre, bis das Dorf von den Zollnern von der Hallburg erworben wurde. Dieses Dienstmannengeschlecht war vom Bischof von Würzburg eingesetzt worden, den Mainzoll auf der Hallburg einzutreiben. Dadurch war die Familie zu Geld gekommen. Die Brüder Erkinger, Endres, Konrad und Stephan waren die ersten Besitzer von Rimbach. Erkinger und Endres bezogen den Edelhof und nannten sich „Zollner zu Rimbach“.

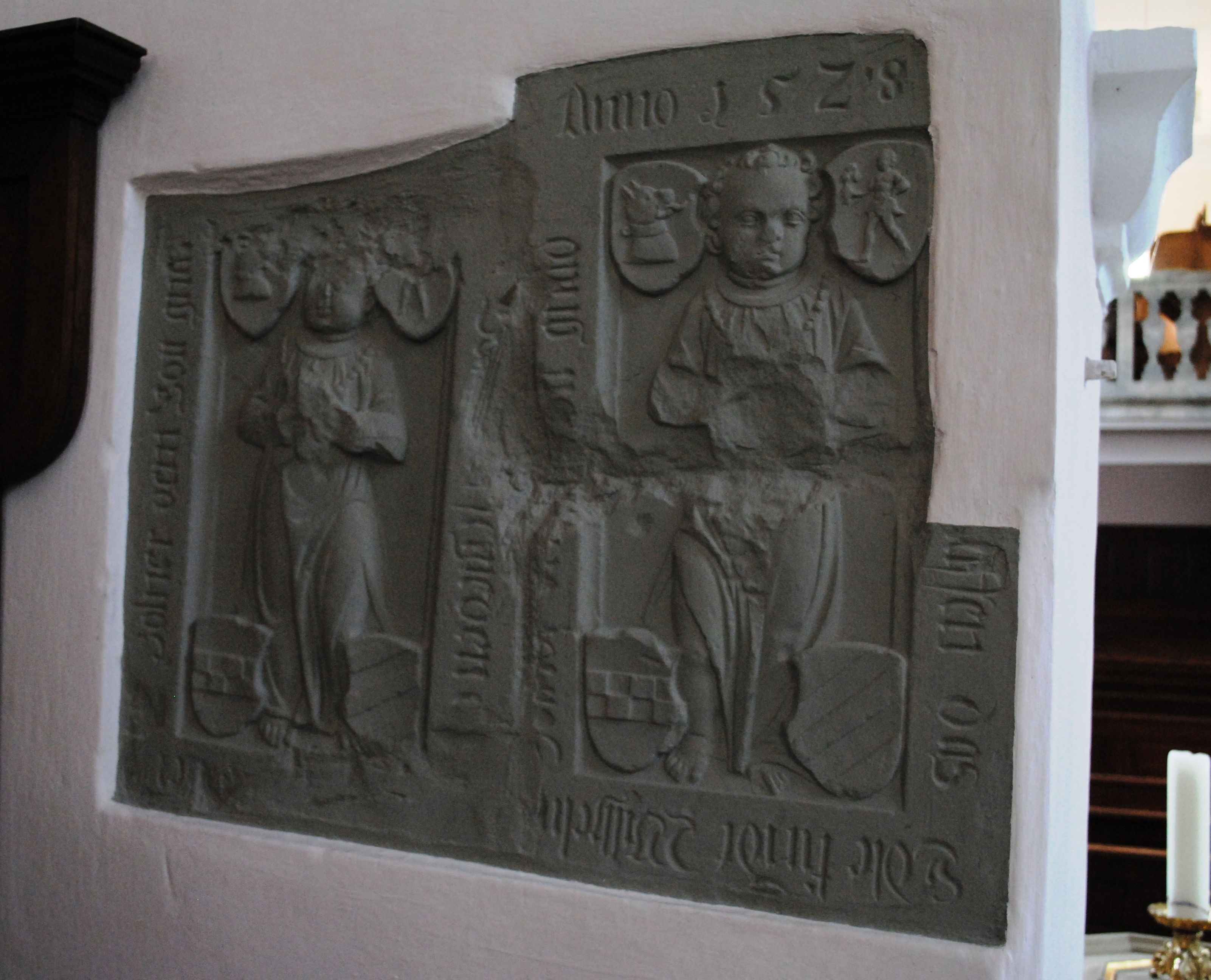
Zwei Epitaphe der Zollner in der Rimbacher Kirche

Die Herren von Rimbach bauten den Edelhof zu einer Burg aus und begannen den Besitz mit dem Ankauf des Strehlhofs zu erweitern. Auch kirchlich wurde das Dorf aufgewertet: Aus dem Jahr 1447 ist eine Kapelle im Dorf überliefert, die Volkacher Pfarrkirche war allerdings weiterhin für das Dorf zuständig. Die Volkacher begannen jedoch auch nach Rimbach zu wallfahren, das Dorf wurde deshalb zeitweise auch „Maria Rimbach“ genannt. Die Wallfahrt bestand bis ins 20. Jahrhundert.
Im Jahr 1511 tauchte erstmals die Schäferei im Dorf auf, die in der Folgezeit zu häufigen Grenzstreitigkeiten mit den umgebenden Dörfern führte, weil die Schafe sich nicht an die Gemeindegrenzen hielten. Der Deutsche Bauernkrieg erschütterte auch das abseits gelegene Dorf. 34 Rimbacher Untertanen schlossen sich dem Tauberhaufen an und brannten die Burg der verhassten Lehnsherren nieder. Hans Zollner zu Rimbach war zu diesem Zeitpunkt als Verteidiger der Marienfestung in Würzburg und konnte den Überfall deshalb nicht verhindern.
Nach der Niederschlagung des Aufstands war Hans Zollner einer der acht Personen aus der Ritterschaft, die die Entschädigungsgelder von den Bauern einsammelten. In Rimbach belief sich der Schaden auf 911 Gulden, 11 Personen wurden in Gerolzhofen hingerichtet. Gerolzhofen, Sitz des fürstbischöflichen Zentgerichts, war den Zollnern ein Dorn im Auge. Sie beanspruchten die Hochgerichtsbarkeit für sich und ließen auch überführte Schwerverbrecher rädern. Erst 1611 kam es zur Einigung und nur Gerolzhofen durfte die Urteile vollstrecken.
Mit dem Tod des letzten männlichen Zollner von Rimbach, Michel, starb der Ortsadel aus. Es kam zu mehreren Erbstreitigkeiten mit den anderen Linien der Dienstmannen. Die Besitzungen in Rimbach wurden auf 36.395 Gulden geschätzt und waren damit bei den Verwandten sehr begehrt. Zeitweise ergriffen die Vettern des Michel Besitz vom Dorf. Sie wurden nach 20 Wochen vom Vogt von Gerolzhofen mit Gewalt vertrieben. Lediglich die Mutter des Michel, Ursula von Grumbach, die 1598 starb, konnte den Besitz zusammenhalten.

### Die Grafen von Schönborn (bis 1802)
Mit dem Tod der Ursula brachen die Streitigkeiten über den Besitz erneut aus. Rimbach erhielt in den folgenden Jahrzehnten häufig neue Dorfherren, fast alle Linien der Zollner erhoben Anspruch auf das Dorf. Hinzu kam, dass auch Rimbach von der einsetzenden Reformation erfasst wurde. Im Jahr 1612 sind 15 lutherische Familien im Ort nachgewiesen. Wahrscheinlich war der Ort von den Predigten der Argula von Grumbach beeinflusst, die im nahen Zeilitzheim residierte.
Der Dreißigjährige Krieg brachte auch in Rimbach viel Leid. Im Jahr 1631 wurde das Dorf von den protestantischen Schweden besetzt, 1632 folgten ihnen die katholischen Franzosen. Ein Jahr später, mittlerweile waren wieder die Schweden Dorfherren, setzten diese mit Johann Höpfel einen lutherischen Pfarrer in Rimbach ein. 1633 brach die Pest im Ort aus und die Rimbacher flohen nach Volkach.
Während des Krieges starben die letzten Mitglieder der Familie Zollner und das Hochstift Würzburg konnte einen Lehensheimfall geltend machen. Das Hochstift setzte 1636 den Obristen Veit Dietrich von Steinheim zum neuen Dorfherren ein, er hatte sich bei der Eroberung der Veste Königshofen militärisch ausgezeichnet. Er konnte den Verfall des Dorfes nicht aufhalten: 1657 wurde das Schloss als baufällig beschrieben, nur noch 10 Herdstätten waren bewohnt, die Kapelle war eingefallen.
Nach dem Tod des Obristen von Steinheim kam wiederum das Hochstift in den Besitz des Dorfes. Nun machten allerdings auch die Grafen von Schönborn ihren Anspruch geltend. Ursula von Grumbach, die letzte Zollnerin von Rimbach, hatte ihre Rechte an Christoph Truchseß von Pommersfelden verkauft. Nach seinem Tod fielen die Rechte an Lothar Franz von Schönborn, den Fürstbischof von Bamberg. Sein Erbe Johann Philipp von Schönborn strengte einen Prozess gegen Würzburg an und übergab am 12. März 1663 Rimbach an seinen Bruder Philipp Erwein von Schönborn.
Der neue Dorfherr ließ zwischen 1667 und 1670 die Dorfkirche wieder errichten und forcierte die Gegenreformation im Ort. Erst im Jahr 1715 konnte der Prozess gegen Würzburg beigelegt werden. Nun war Rimbach endgültig Teil der Herrschaft Wiesentheid und wurde von Gaibach aus verwaltet. Deshalb wurde in den Wiederaufbau des Schlosses, das im Dreißigjährigen Krieg zerstört worden war, nicht investiert und Rimbach verlor seinen Edelsitz zugunsten des sogenannten Jägerhauses.
Während des Spanischen Erbfolgekrieges gab es in Rimbach weitere Stationierungen und Durchzüge. So bezogen im Jahr 1702 kaiserliche Truppen Quartier in dem kleinen Dorf. 1790 beantragte die Herrschaft Schönborn die Errichtung einer eigenen Pfarrei in Rimbach, der Würzburger Fürstbischof gewährte am 14. Juni 1791 den Aufbau einer Kuratie, die allerdings nicht lange Bestand hatte.

### In Bayern (bis heute)
Merkwürdige Dorflinde (Etagenlinde) 

Fotograf: Paul W. John

Link zum Foto

(Bitte Urheberrechte beachten)
Im Zuge der Neuordnung Europas durch Napoleon Bonaparte wurden die kleinen reichsunmittelbaren Herrschaften im Jahr 1803 aufgelöst und größeren Staaten einverleibt. Die Herrschaft Wiesentheid kam an Kurpfalz-Bayern und Rimbach wurde eigenständige Ruralgemeinde. Nach einem Intermezzo im Großherzogtum Würzburg kam das Dorf 1814 endgültig an das junge Königreich Bayern. Die Grafen von Schönborn waren nun Standesherren und konnten weiterhin einige Rechte im Dorf ausüben.

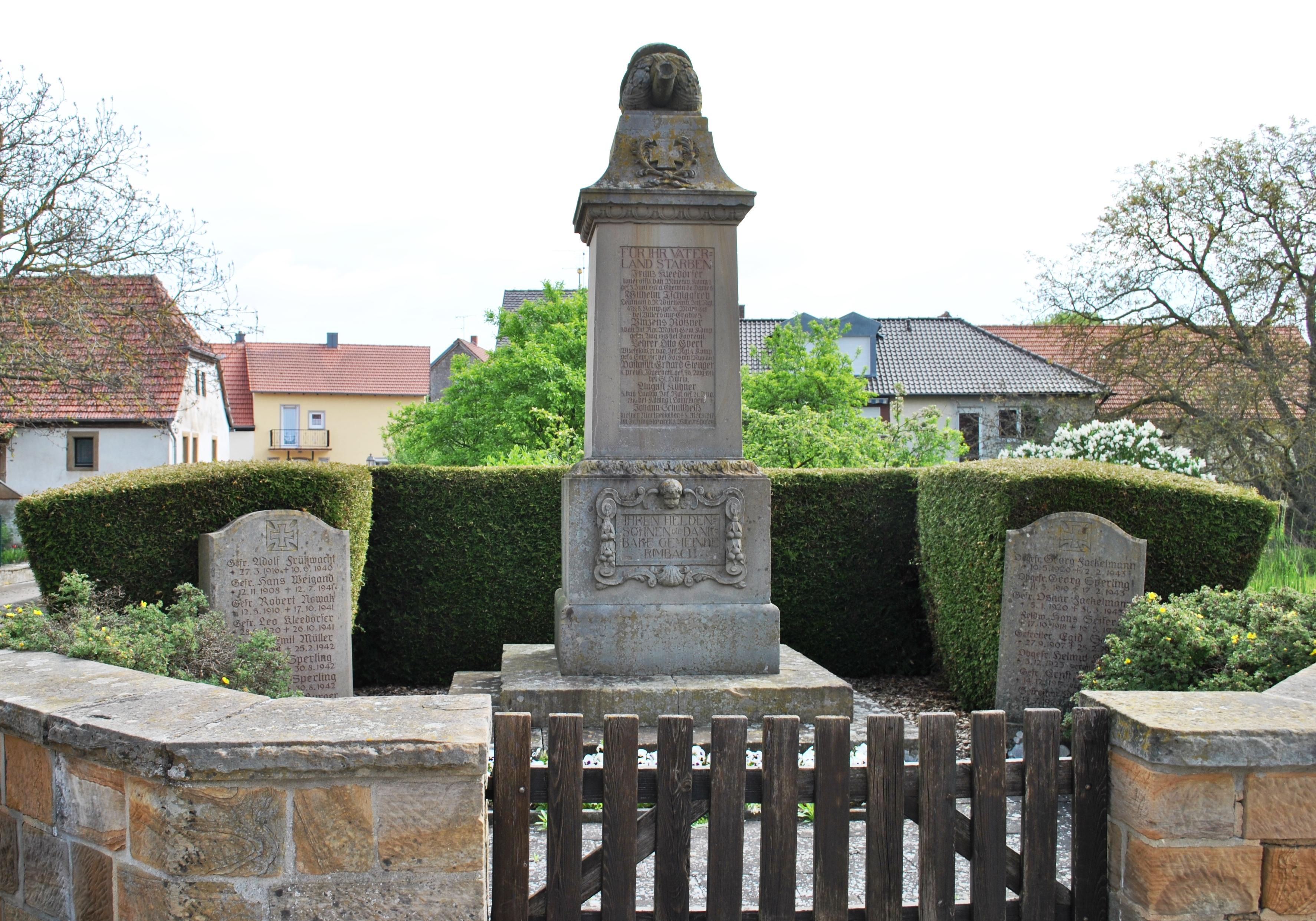
Das Kriegerdenkmal an der Lindenstraße

Mit dem Jahr 1812 verlor Rimbach seine Quasipfarrei und kam wiederum zur Bartholomäuskirche in Volkach. Im gleichen Jahr siedelten sich auch einige jüdische Familien im Dorf an. In Rimbach hatte sich eine der fortschrittlichsten Schafzuchten der Grafen etabliert und man benötigte die jüdischen Viehhändler, um die Waren in den Handel zu bringen. Durch das Matrikelgesetz blieb die Anzahl der Familien auf neun begrenzt. Durch Wegzug endete die Geschichte der jüdischen Gemeinde Rimbach bereits 1881.
Am 20. November 1848 verloren die Grafen von Schönborn auch ihre letzten Vorrechte im Dorf. Mit dem Grundentlastungsgesetz wurde das Adelsgericht in Wiesentheid, das seit 1803 im Namen der Grafen für die niedere Gerichtsbarkeit zuständig war, aufgelöst und Rimbach einem bayerischen Landgericht zugeordnet. Am 15. Mai 1860 wurde die Georgskirche zur Pfarrkirche aufgewertet. Die Gemarkung von Rimbach vergrößerte sich am 23. August 1861, als die Flur Halbe Meile zum Dorf kam.
Bei einem Großbrand im Jahr 1907 wurden drei Häuser ein Raub der Flammen. Im Ersten Weltkrieg kämpften aus dem Dorf 73 Soldaten, 7 Männer starben. Im Zweiten Weltkrieg fielen 14, 3 blieben vermisst. Während des Krieges arbeiteten in Rimbach viele Zwangsarbeiter. Am 8. April 1945 erwarteten die vorrückenden Amerikaner in der Nähe des Dorfes einen deutschen Gegenstoß, letztendlich blieb es allerdings friedlich.
Nach dem Krieg hielt die Moderne Einzug in dem Ort. So wurde 1961 die Flurbereinigung begonnen, sie zog sich bis zum Jahr 1970 hin. Ein Jahr später wurde der Friedhof, ehemals um die Georgskirche gelegen, an den Dorfrand verschoben. Im Jahr 1966 wurden die Ortsstraßen ausgebaut. Dabei musste die alte Etagenlinde weichen, die jahrzehntelang den Mittelpunkt des Dorfes gebildet hatte. Am 1. Juli 1977 wurde Rimbach ein Teil der Stadt Volkach.

### Ortsname
Die Herkunft des Namens Rimbach ist unklar. Wahrscheinlich geht die Endung -bach auf das 7. oder 8. nachchristliche Jahrhundert zurück. Im Zuge des karolingischen Landesausbaues rodete man damals mehrere Waldstreifen. So entstand auch das Dorf. Eventuell wurde der Ortsname vom althochdeutschen Wort rinda bzw. vom mittelhochdeutschen rinte abgeleitet, was so viel wie Rinde oder Borke bedeutet. Vielleicht war auch ein Rinderhof im Ort ansässig, der Name hätte sich dann von althochdeutsch hrind abgeleitet.
Unsicher ist auch, wann Rimbach erstmals erwähnt wurde. Die Forschung ist sich nicht sicher, ob es sich bei „Ronopahc“ bzw. „Ronopahe“ in einer Urkunde von 906 um das heutige Rimbach handelte. Ansonsten wäre ein weiteres Auftauchen im Jahr 1164 die erste Nennung des Ortes. Im Jahr 1298 wurde der Ort „Ryntbach“ genannt und 1498 als „Rympach“ erwähnt. Fast gleichzeitig tauchte auch „Ronbach“ auf. Mundartlich wird das Dorf heute „Rümby“ genannt.

### Verwaltung und Gerichte
| Die folgenden Verwaltungseinheiten waren der Gemeinde Rimbach übergeordnet. - bis 1636/1681: Zollner von Rimbach im Hochstift Würzburg - bis 1803: Herrschaft Wiesentheid - bis 1862: Landgericht älterer Ordnung Volkach im Untermainkreis, ab 1837 Unterfranken - bis 1872: Bezirksamt Volkach in Unterfranken - bis 1972: Bezirksamt Gerolzhofen, ab 1939 Landkreis Gerolzhofen in Unterfranken - bis 1978: Landkreis Kitzingen in Unterfranken - ab 1977: Ortsteil der Stadt Volkach, Landkreis Kitzingen in Unterfranken | Gerichtlich unterstand Rimbach folgenden Instanzen. - bis 1697: Zentgericht Gerolzhofen - bis 1803: Halsgericht Gaibach - bis 1848: Patrimonialgericht Wiesentheid erste Instanz - bis 1862: Landgericht älterer Ordnung Volkach - bis 1879: Landgericht Volkach - bis 1966: Amtsgericht Volkach im Landgerichtsbezirk Schweinfurt - bis 1973: Amtsgericht Gerolzhofen im Landgerichtsbezirk Schweinfurt - ab 1973: Amtsgericht Kitzingen im Landgerichtsbezirk Würzburg |

### Wappen
| Wappen von Rimbach | Blasonierung: „In gelb, gespalten durch einen dicken schwarzen Wellenbalken, zwei rote Rinderhörner, einander zugewandt.“ |
| Wappen von Rimbach | Wappenbegründung: Das Wappen der ehemaligen Gemeinde lehnt sich an das der Grafen von Schönborn an, die lange Zeit die Dorfherrschaft über Rimbach innehatten. Die Farben rot und gelb sind Hinweise auf das Stammwappen der Grafen, das in rot einen schreitenden, goldenen Löwen zeigt. Die Rinderhörner geben Hinweise auf den Namen Rimbach, der häufig mit einem hier ansässigen Rinderhof in Verbindung gebracht wurde. |

## Politik

### Vom Bürgermeister zum Ortssprecher
In Mittelalter und Früher Neuzeit hatte die Dorfbevölkerung kaum Mitbestimmungsrechte, sie waren als Untertanen der jeweiligen Herrschaft zugeordnet. Dies änderte sich erst im Zuge der Mediatisierung, als die Rimbacher bürgerliche Rechte zugesprochen bekamen. Der Gemeinde Rimbach stand lange Zeit ein gewählter Bürgermeister und ein Gemeinderat vor, die selbstständig über die Ortspolitik entschieden.
Bereits in den 1970er Jahren diskutierte man, eine Verwaltungsgemeinschaft mit den umliegenden Gemeinden zu bilden. Mit der Gemeindegebietsreform wurde eine Entscheidung zugunsten des Beitritts zur Stadt Volkach getroffen, der in einem Gemeinderatsbeschluss vom 14. November 1975 festgelegt wurde. Rimbach erhielt eine Zusage, dass das Schulgebäude eine Nachnutzung erhalten sollte, ebenso sollten Gehsteige an der Kreisstraße errichtet werden.
Am 1. Juli 1977 wurde Rimbach ein Ortsteil der Stadt Volkach. Der letzte Gemeinderat mit den Räten Adolf Götz, Benno Dülk und Emil Müller, sowie den Bürgermeistern Konrad Fackelmann und Willi Götz traten daraufhin zurück. In einer Bürgerversammlung wurde Willi Müller zum ersten Ortssprecher gewählt, der Rimbach im größer gewordenen Volkacher Stadtrat repräsentierte. Amtierender Ortssprecher ist Georg Hünnerkopf, er löste Ute von der Stein ab.

### Einwohnerentwicklung
Rimbach ist einer der kleineren Volkacher Ortsteile. Die Einwohnerzahl betrug zu Beginn des 19. Jahrhunderts etwas unter 250, bis zum Ende des Jahrhunderts wurde diese Marke überschritten. Nach dem Ersten Weltkrieg stieg die Einwohnerzahl etwas, der höchste Wert wurde mit exakt 300 Personen allerdings erst nach dem Zweiten Weltkrieg erreicht, als viele Vertriebene und Flüchtlinge in Rimbach lebten. Die Bevölkerung sinkt heute im Zuge des demografischen Wandels.
| Jahr | Einwohner | Jahr | Einwohner | Jahr | Einwohner | Jahr | Einwohner |
| ---- | --------- | ---- | --------- | ---- | --------- | ---- | --------- |
| 1814 | 235       | 1888 | 253       | 1950 | 300       | 2015 | 286       |
| 1867 | 244       | 1900 | 242       | 1961 | 234       |      |           |
| 1875 | 222       | 1925 | 248       | 1970 | 245       |      |           |
| 1880 | 271       | 1939 | 259       | 1987 | 231       |      |           |

## Kultur und Sehenswürdigkeiten

### Baudenkmäler

#### Georgskirche

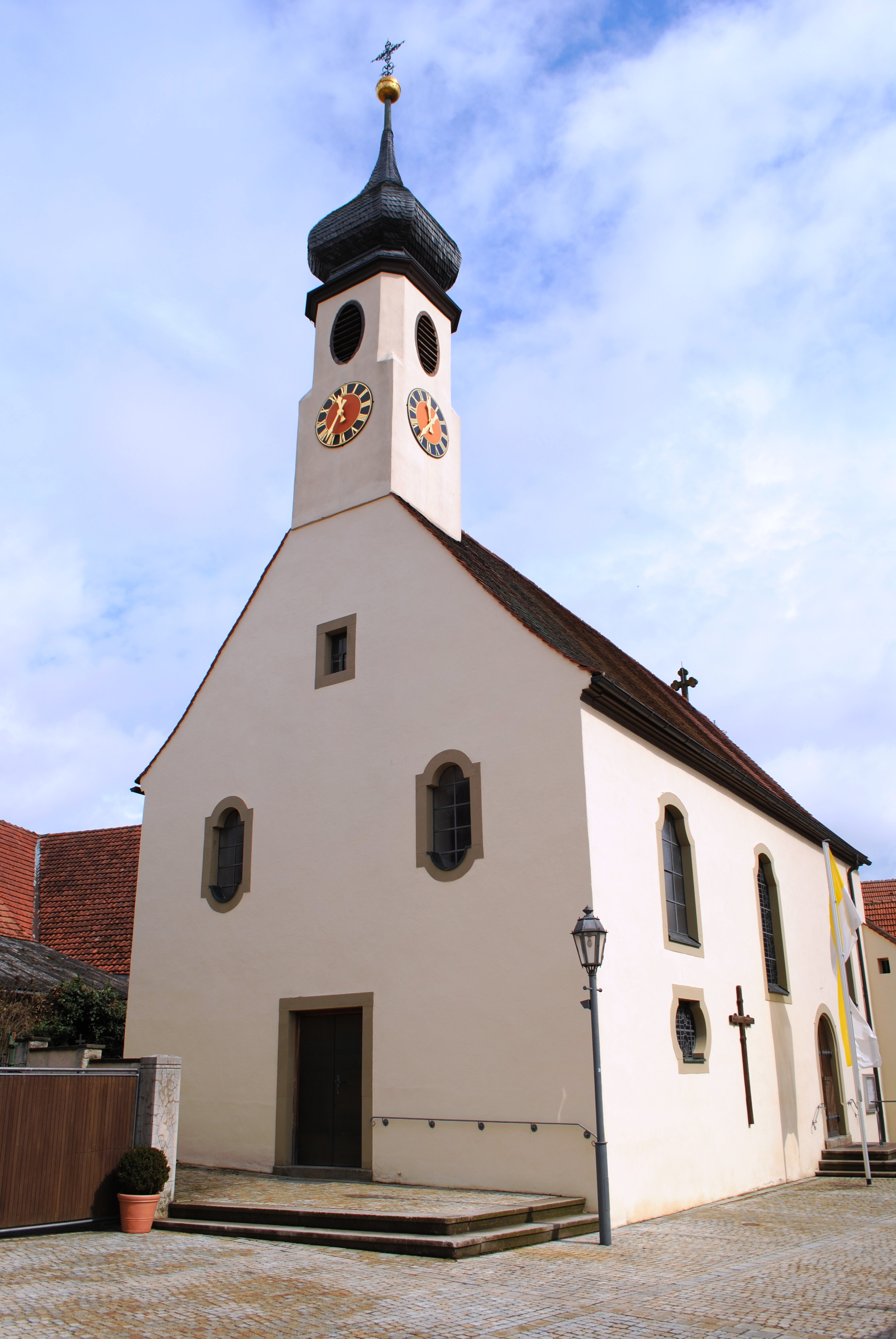
Die Georgskirche in Rimbach

Die Kirche St. Georg bildet den Mittelpunkt des Dorfes. Sie wurde im 15. Jahrhundert erstmals genannt und war lange Zeit eine Filiale der Urpfarrkirche auf dem Volkacher Kirchberg. Bereits im 17. Jahrhundert war das Gotteshaus in einem schlechten Zustand und sollte erneuert werden. Zwischen 1669 und 1715 wurde der Neubau vom Tiroler Jakob Hueber verwirklicht. Im Jahr 1860 pfarrte man die Georgskirche aus Volkach aus.
Auf den Tiroler Baumeister ist es zurückzuführen, dass sich die Kirche nicht als typische fränkische Dorfkirche präsentiert. Dem Gotteshaus wurde ein vierseitiger Dachreiter mit einer Zwiebelkuppel, wie sie eher in Altbayern und Österreich zu finden sind, aufgesetzt, außerdem besitzt es einen eingezogenen Chor. Das Langhaus gliedert sich durch drei Fensterachsen, an der Choraußenwand wurde ein Epitaph angebracht.
Den Mittelpunkt des Chors bildet das Sakramentshäuschen von 1502 mit einer Darstellung Christi im Bogenfeld. Auf die Vergangenheit des Ortes als Sitz des Rittergeschlechts verweisen mehrere Epitaphe der Zollner von Rimbach. Kurz nach der Vollendung des Neubaus kamen im 18. Jahrhundert die Altäre in die Kirche. Kurze Zeit später wurden die Kanzel und der Taufstein geschaffen, der heute vor dem Chor steht.

#### Kapelle Jesus auf der Wies
Die Kapelle Jesus auf der Wies auf einem Feld am Rande der Gemarkung ist ein weiteres Rimbacher Baudenkmal, das allerdings seit langem von Kirchengemeinde in Obervolkach unterhalten wird. Dort führte ein alter Wallfahrtsweg zur Kirche Maria im Sand in Dettelbach vorbei. An dieser Stelle stand ursprünglich ein reich verzierter Bildstock, im 17. Jahrhundert entstand ein kleiner Kapellenbau.
Nach einer Stiftung im Jahre 1872 entschied der Obervolkacher Gemeinderat, die Kapelle erneuern zu lassen. Das Gebäude ist ein kleiner Rechteckbau und war in seiner heutigen Form bis ins Jahr 1874 fertiggestellt. Ein polygonaler Chor schließt es nach Westen hin ab. Gegenwärtig befinden sich die meisten der Ausstattungsstücke in der Nikolauskirche in Obervolkach. Lediglich ein Bildstockrelief in der Choraußenwand stammt noch aus der alten Ausstattung.

#### Privathäuser und Kleindenkmäler
Mehrere kleine Denkmäler stammen aus verschiedenen Jahrhunderten. An der Lindenstraße in unmittelbarer Nähe des alten Ortskerns ist ein großes zweigeschossiges Bauernhaus aus dem 19. Jahrhundert erhalten geblieben. Die Geschosse sind äußerlich durch ein Gesims erkennbar, das Gebäude schließt mit einem Krüppelwalmdach ab und trägt außen ein Relief der Marienkrönung.
Ein Flachsbrechhaus am Rimbach-See aus der zweiten Hälfte des 19. Jahrhunderts aus unverputztem Sandstein und mit einem Satteldach war bei seiner Errichtung bereits ein Anachronismus, weil das Aufkommen der Baumwolle die Flachsherstellung weitgehend verdrängt hatte. Das Haus hat sich erhalten, weil die Rimbacher Feuerwehr und einige Landwirte es als Lagerraum nutzten. Im Dorf befinden sich einige Bildstöcke und Kleindenkmäler. Ein Monolithbildstock an der Krönleinstraße in Richtung Järkendorf stammt aus dem Jahr 1615. Er trägt ein Relief der Kreuzigung Christi, eine Inschrift auf der Rückseite geht auf die Stiftung der Marter ein. Die Figuren der Heiligen Georg und Katharina an den Schmalseiten verweisen vielleicht auf die Vornamen der Stifter.
Drei typisch fränkische Hoftorpfosten mit Radabweisern und Pinienaufsätzen wurden um 1740 geschaffen. In unmittelbarer Umgebung des Flachsbrechhauses befindet sich ein Bildhäuschen mit der Darstellung der Marienkrönung aus dem 18. oder 19. Jahrhundert. Ein Kruzifix wurde im 19. Jahrhundert am Weg nach Lülsfeld aufgestellt. Den Mittelpunkt des alten Dorfes bildet eine Immaculata an der Lindenstraße. Ein Kreuzschlepper aus Kalkstein von der ersten Hälfte des 20. Jahrhunderts steht an der Tannenstraße am Rande des Neubaugebiets.

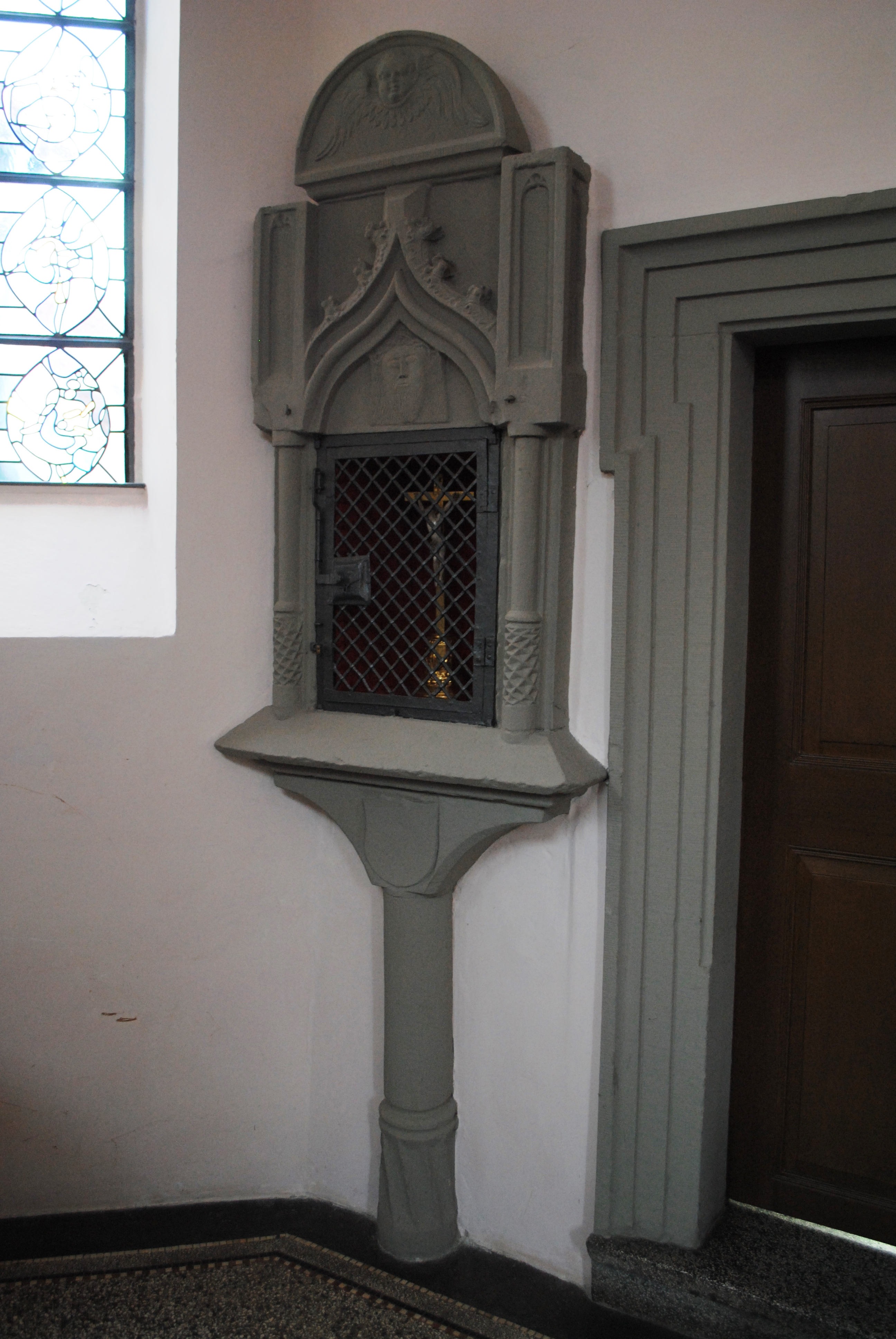
Sakramentshäuschen in der Kirche
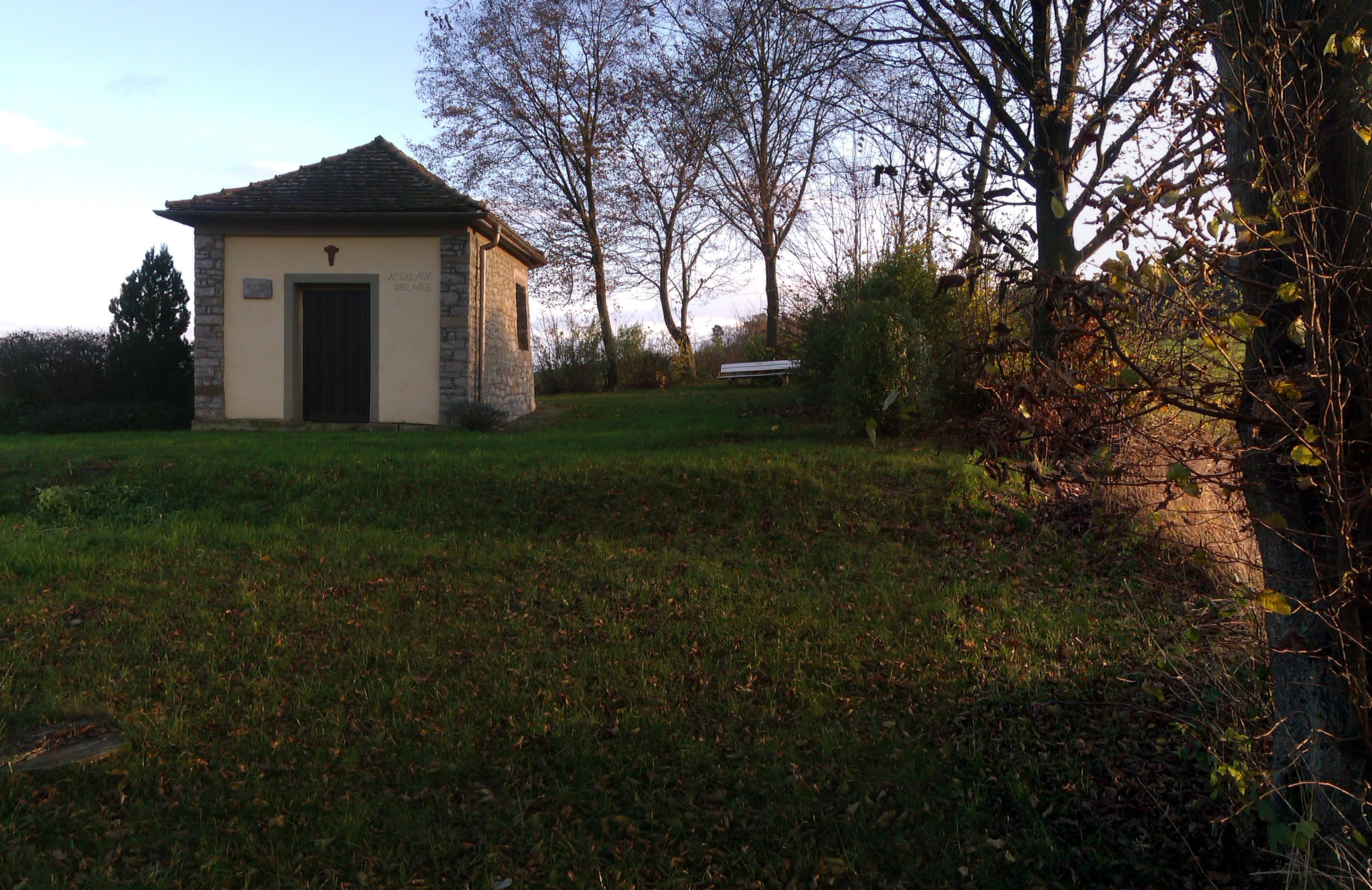
Die Feldkapelle Jesus auf der Wies
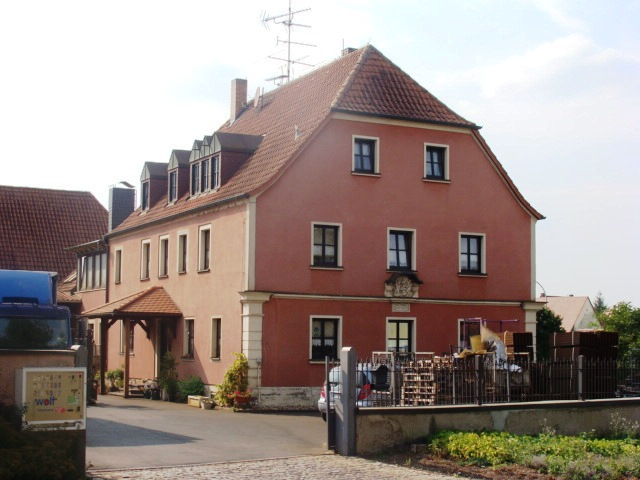
Das Bauernhaus an der Lindenstraße
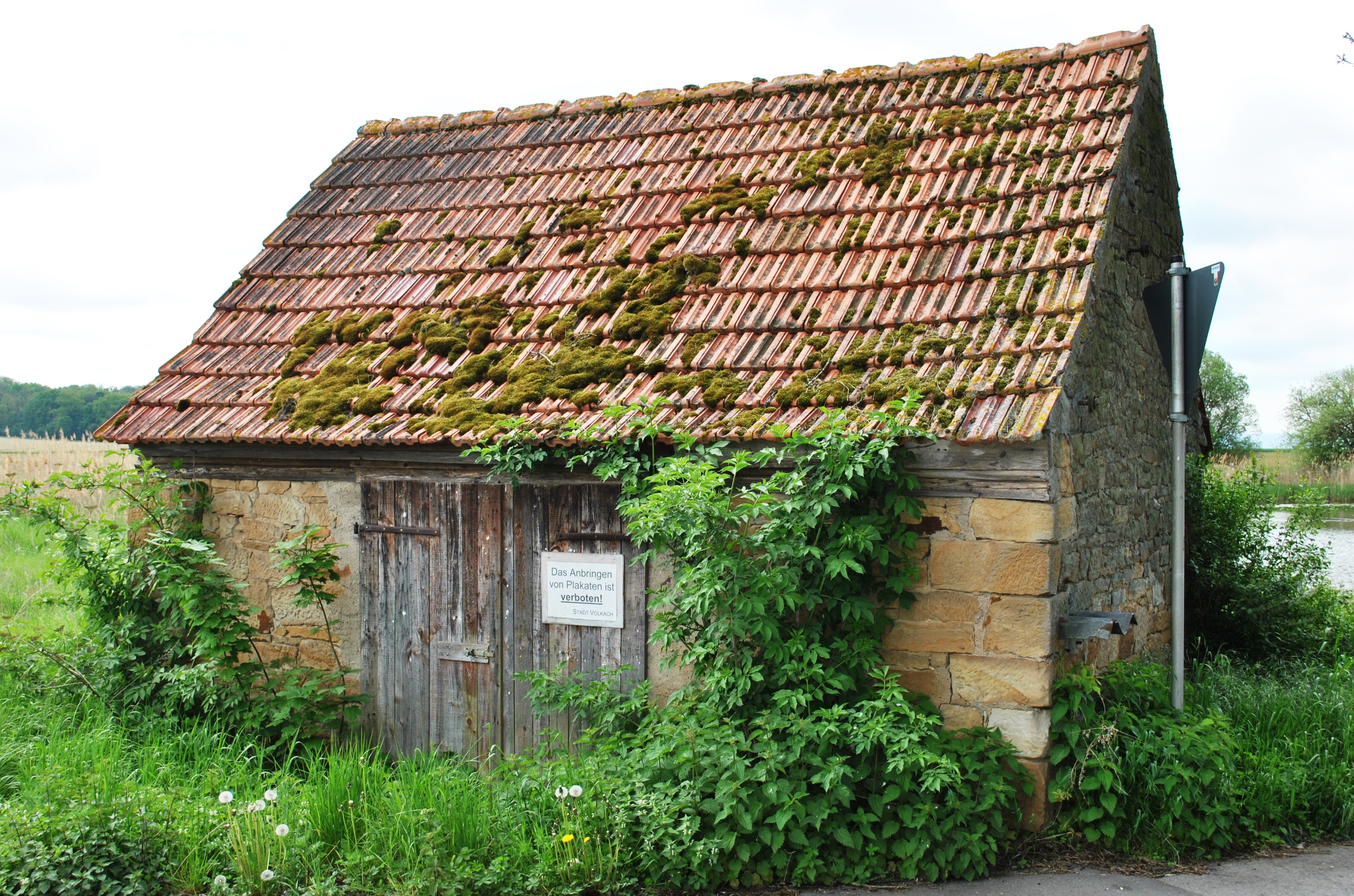
Das Flachsbrechhaus am Dorfrand
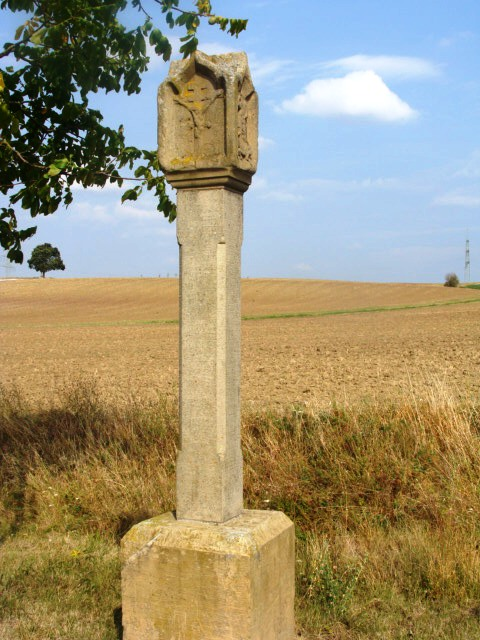
Der Monolithbildstock
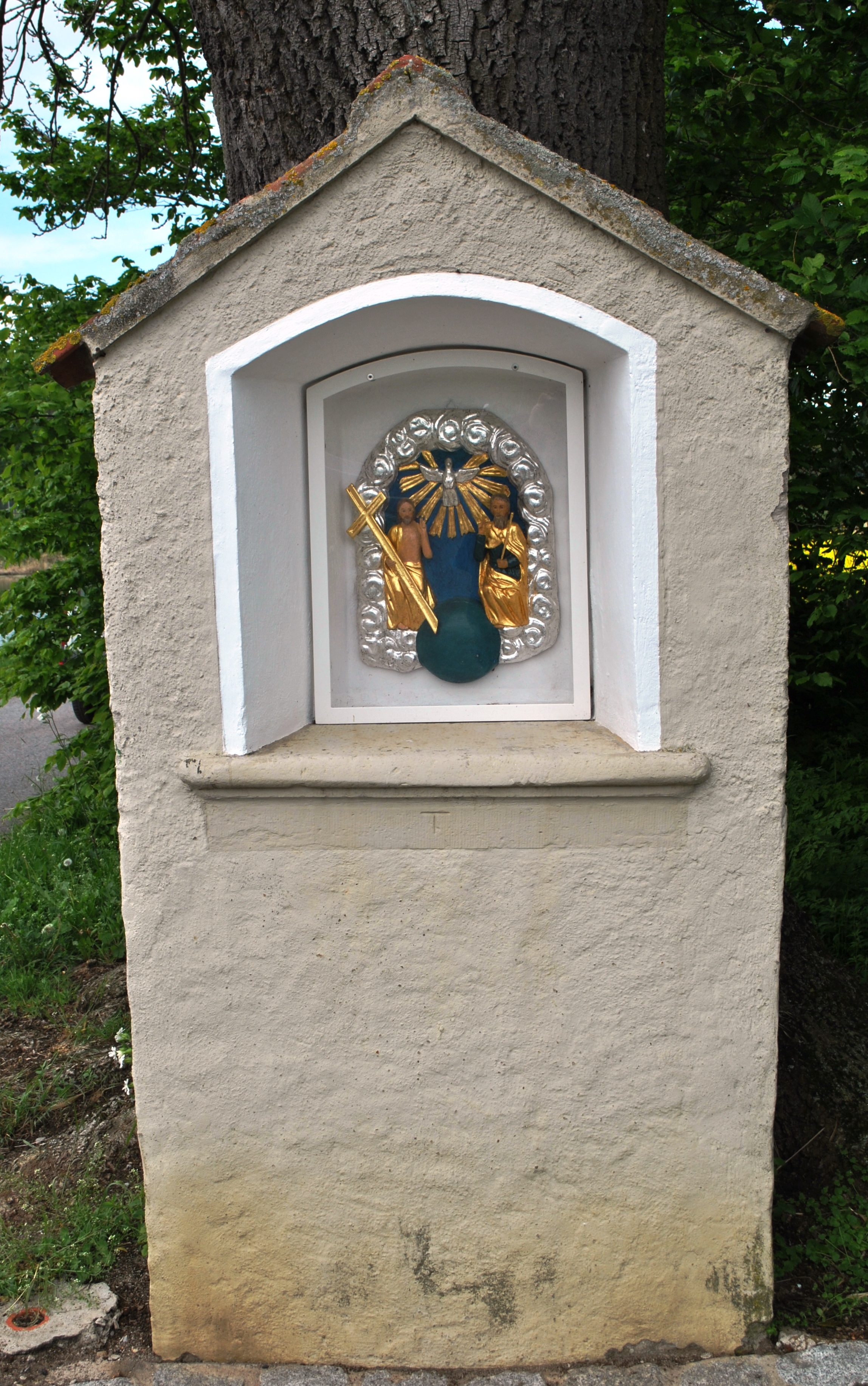
Der Dreifaltigkeitsbildstock
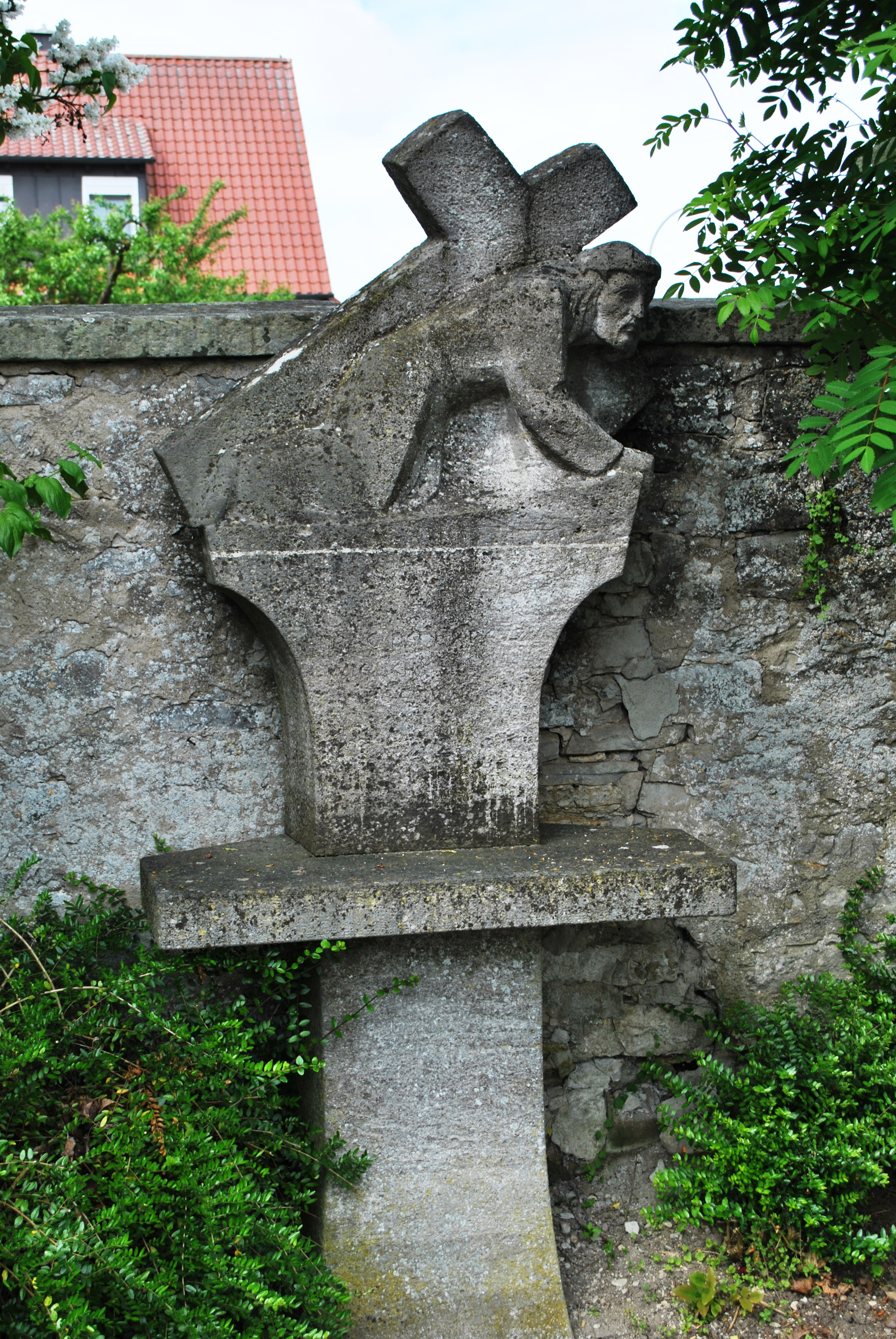
Der Kreuzschlepper aus Kalkstein

### Burg Rimbach
An die Burg Rimbach, die lange Zeit den Mittelpunkt des Ortes bildete, erinnern keine Überreste. Sie wurde wohl von den Herren von Rimbach, Würzburger Ministerialen, erbaut. Später saßen dort die Zollner von Rimbach. Die Burg wurde mehrmals neu aufgebaut und verlor ihre Verteidigungsfunktion erst nach dem Dreißigjährigen Krieg. Im 18. Jahrhundert wurde das Schloss wohl von den Grafen von Schönborn abgerissen und durch das sogenannte Jägerhaus ersetzt.
Die untertägigen Reste der Burganlage werden vom Bayerischen Landesamt für Denkmalpflege als Bodendenkmal eingeordnet. Mehrere Beschreibungen der Burg lassen Rückschlüsse auf ihre Beschaffenheit zu. 1511 bestand sie aus mehreren Toren und Türmen und war von einer Mauer und einem Zwinger umgeben. Im Bauernkrieg wurde die Burg zerstört und anschließend wiederaufgebaut. Nun überragten sie drei Türme und der Wassergraben wurde vertieft.

### Regelmäßige Veranstaltungen
Anders als in vielen Orten in der Umgebung wird trotz der alten Weinbautradition in Rimbach kein Weinfest ausgerichtet. Das Dorf stellt zwar Am 1. Mai wird ein Maibaum aufgestellt und ein Fest gefeiert. Die wesentlich älteren Bittprozessionen und Wallfahrten haben sich erhalten. So veranstaltet der Reit- und Fahrverein Mainschleife aus Obervolkach jährlich den sogenannten St.-Georg-Ritt, bei dem Mensch und Pferd vom örtlichen Geistlichen gesegnet werden.
Älter ist die Wallfahrt der Rimbacher zur Gnadenmadonna in Dettelbach, die sich im 19. Jahrhundert etablierte, die Gründe hierfür sind allerdings unklar. Immer am ersten Sonntag im September laufen die Wallfahrer über Volkach und Escherndorf nach Dettelbach zur Wallfahrtskirche Maria im Sand. Ein Wallfahrtsbild mit der Darstellung der Pietà wurde erst im Jahr 2005 angebracht.

### Sagen

#### Der Hoi-Mann
Ähnlich wie in Obervolkach, Volkach und Gaibach gibt es auch in Rimbach die Sage vom Hoi-Mann, der als böser Verwalter im Gaibacher Schloss nach seinem Tod in den Haardt-Wald zwischen Obervolkach und Rimbach verbannt wurde und dort als Geist sein Unwesen treibt. In Rimbach wurde der Geist auch Hoje oder Hoja genannt. Nachdem ein Kapuziner ihn in eine Flasche verbannt hatte, entkorkte ein Rimbacher Bauer die Flasche und befreite den Geist wiederum.
Ein Mann schwänzte an einem Sonntag den Gottesdienst in Rimbach und wanderte stattdessen durch den Haardt-Wald. Am Nägeleinsee wurde er plötzlich von einer Geisterhand am Kragen gepackt. Dies wiederholte sich einige Male, als der Mann weiterging. Der Mann machte bald den Hoi-Mann hinter den Übergriffen aus und rief: „Im Namen der Heiligen Dreifaltigkeit, höre auf!“ Daraufhin antwortete eine Stimme: „Gut, dass du das gesagt hast, sonst wärst du verloren gewesen!“ Der Mann verließ schnell den Wald.
Der Rimbacher Schuhmacher hatte sich in Volkach einen Packen Leder gekauft, den er verarbeiten wollte. Als er des Nachts durch den Haardt-Wald nach Hause ging und am Nägeleinsee vorüberkam, sah er einen Weinbauern. Der hatte sein Fuhrwerk in den Graben gesetzt und der Schuhmacher half ihm herauszukommen. Der Winzer dankte ihm und gab ihm von seinem Wein zu trinken. Als er getrunken hatte, sah er plötzlich, dass der Winzer keinen Kopf hatte. Der Schuhmacher starb bald darauf.
Der Hoi-Mann machte auch den Tieren Angst, indem er mit seinem kopflosen Pferd in die Gatter eindrang. So hatte ein Schäfer seine Schafe zur Nacht beim Halbmeilensee eingepfercht. Der Hoi-Mann aber erschien als kopfloser Reiter und rüttelte am Gatter des Pferchs. Die Schafe brachen aus und der Hund lief fort. Der Schäfer erwachte von dem Lärm und lief schnell ins Dorf, um Leute zu holen, die ihm helfen sollten die Schafe wieder zusammen zu treiben.
Eine andere Begebenheit handelt vom Hund des Hoi-Mannes. Ein Bauer hielt eine Nachtwache an seinem Acker auf der Halbmeilen-Gemarkung, da in den Nächten zuvor viel gestohlen worden war. Plötzlich rannte ein großer Hund aus dem Haardt-Wald, und anstatt zu bellen, schoss eine Feuersäule aus seinem Maul hervor. Der Bauer erkannte den Hund des Hoi-Mannes und rief: „So, du bist es, gehe in Gottes Namen!“ Der Hund erzeugte erneut eine große Flamme und verschwand im Wald.

#### Das Licht im Holunderbusch
Eine fromme Bauersfrau, die allein in einem Haus in Rimbach lebte, betete jeden Abend vor dem Bild der Gottesmutter. Eines Abends bemerkte sie im Holunderbusch vor ihrem Fenster ein Licht. Zunächst glaubte die Frau an eine Einbildung und achtete nicht weiter darauf. Doch auch in den nächsten Tagen leuchtete das Licht im Strauch. Sie eilte nach draußen und fragte, was dies zu bedeuten hätte. Aus dem Busch kam die Antwort: „Ich bin eine arme Seele, die auf Erlösung wartet!“ Die Frau ließ drei heilige Messen in der Kirche lesen und das Licht verschwand für immer.

#### Das Irrlicht am Krautheimer Weg
Der Ausspruch „Das Irrle kommt!“, mit dem man früher in Rimbach oft die Kinder erschreckte, geht ebenfalls auf eine Sage zurück. Ein irrlichterndes Männchen ohne Kopf soll sein Unwesen auf dem Krautheimer Weg getrieben haben. Es war mit einer Laterne und einer Sense ausgerüstet und tauchte immer zur Abenddämmerung am Grundsee auf. Kinder, die bis zu dieser Zeit noch auf den Straßen waren, jagte es in Angst und Schrecken. Fällt man dem Irrlicht in die Hände, schleppt es einen in seinen unterirdischen Bau.

## Wirtschaft und Infrastruktur

### Wirtschaft
Mit den Grafen von Schönborn etablierte sich im Dorf die Schafzucht. Die Grafen hatten auf der Hallburg begonnen, Schafe zu züchten, dort war allerdings bald der Platz zu klein geworden. In Rimbach hatte sich das Recht überliefert, dass die Schafe der Bauern auch auf den umliegenden Gemarkungen weiden durften. Dieses Recht machten sich die Grafen zunutze und bauten im Dorf ein Zentrum für fortschrittliche Viehhaltung auf. Die Schafzucht ging nach dem Zweiten Weltkrieg ein.
Die Rimbacher lebten früher überwiegend von der Landwirtschaft. Neben dem Anbau von Obst und Gemüse spielte auch der Weinbau eine Rolle, wenn auch mehr zur Selbstversorgung der Bevölkerung. Im Jahr 1887 wurde kein Wein exportiert, aber es wurden 200 Zentner Obst auf dem Großmarkt Volkach angeboten. Der Weinbau ging mit dem Aufkommen der Reblaus nach dem Ersten Weltkrieg fast vollständig ein, lediglich zwei Weinberge überstanden den Befall. Noch 1960 besaß fast jeder Rimbacher einen Morgen Wein für den Eigenbedarf.
Obwohl der Weinbau in Rimbach eine eher untergeordnete Rolle spielte, ist dort der älteste Weingarten Frankens zu finden. Es handelt sich um den sogenannten Alten Satz in der Flur Zum Brücklein. Der Weinberg besteht seit dem Jahr 1835 und wird in der vierten Generation von der Familie Hufnagel Wein angebaut. Der Berg blieb von der Flurbereinigung unberührt und weist eine Vielzahl an Sorten auf. Der Rimbacher Wein hat keine eigene Lage, sondern ist Teil der Lage Landsknecht von Obervolkach.
Noch im 20. Jahrhundert war Rimbach Ziel mehrerer Wallfahrten aus Volkach und im Dorf gab es einige Gasthäuser für die Wallfahrer. Im Gegensatz zu den Dörfern der Umgebung, insbesondere an der Mainschleife, gibt es in Rimbach kaum Tourismus. Im Jahr 1912 gründete sich im Dorf eine Raiffeisenkasse, die 1961 ein neues Bankgebäude erhielt. Bereits ein Jahr später verschmolz die Kasse mit der Raiffeisenbank Volkach. Heute liegt Rimbach im Geschäftsbereich der Raiffeisenbank Mainschleife-Steigerwald.
| Weinlage              | Größe 2011 | Größe 2017 | Himmelsrichtung | Hangneigung | Hauptrebsorten           | Großlage            |
| --------------------- | ---------- | ---------- | --------------- | ----------- | ------------------------ | ------------------- |
| Rimbacher Landsknecht | ca. 10 ha  | 3 ha       | Südwesten       | 15–40 %     | Müller-Thurgau, Silvaner | Volkacher Kirchberg |

### Verkehr

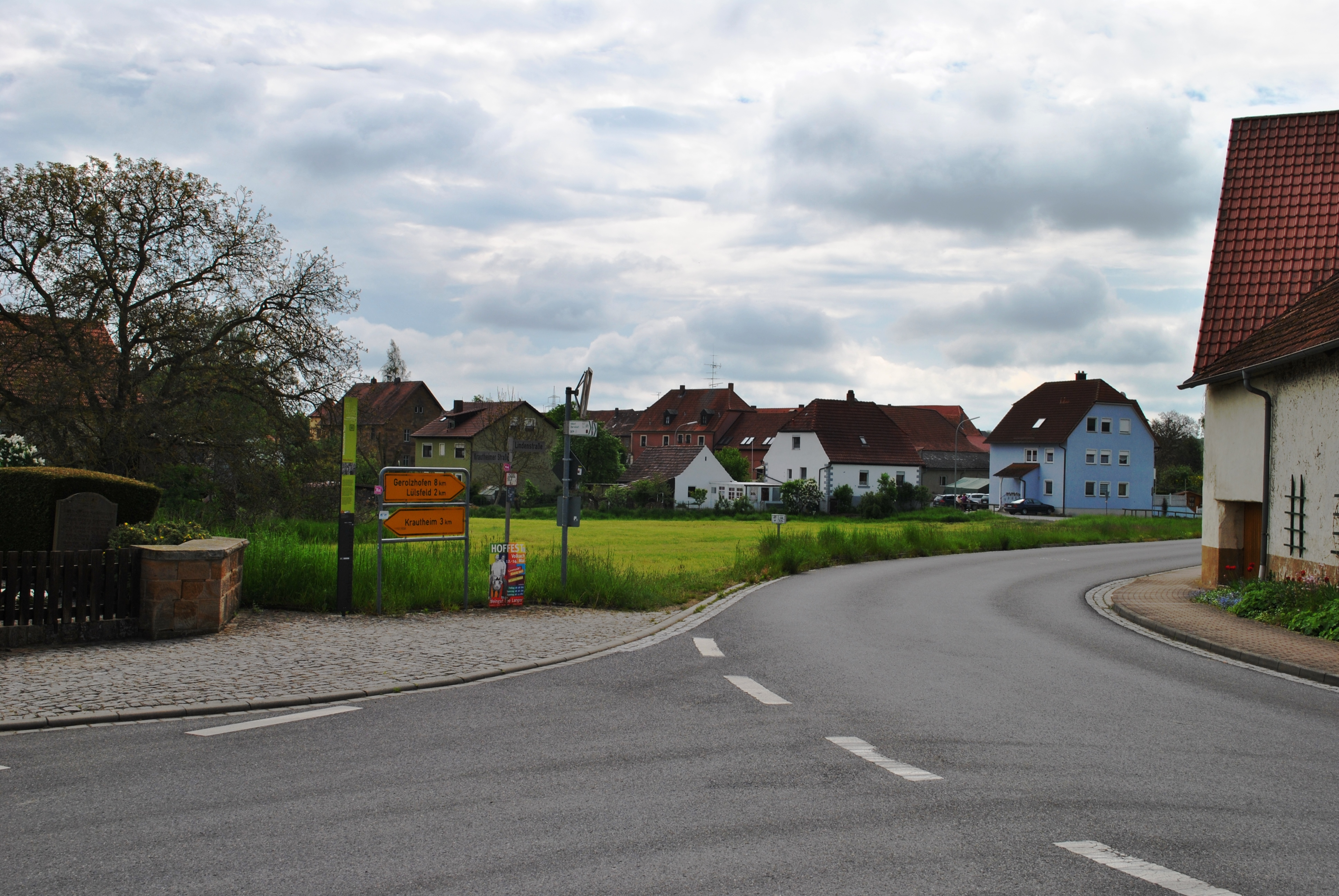
Die Lindenstraße bildet heute die Ortsdurchfahrt

Lediglich in der Vor- und Frühgeschichte war Rimbach verkehrstechnisch bedeutend, als ein wichtiger Heerweg an der Stelle vorbeiführte, an der heute das Dorf zu finden ist. Später bildete der Edelhof die Grenze zwischen den würzburgischen Zentgerichten und Ämtern Volkach und Gerolzhofen, sodass Rimbach in eine Abseitslage geriet. Im 19. Jahrhundert begann sich das Dorf in Richtung Volkach zu orientieren. Hierdurch nahm der Bedeutungsschwund weiter zu.
Heute führen lediglich zwei Kreisstraßen nach Rimbach. Die Straße KT 36 führt von Volkach kommend nach Rimbach und endet im Dorf. Die Kreisstraße KT 37 verläuft über Krautheim nach Rimbach, wo sie als Krautheimer Straße weitergeführt wird. Im Süden des Dorfes teilt sie sich am Rimbach-See und läuft in Richtung Lülsfeld, als Kreisstraße KT 39 nach Järkendorf und nach Eichfeld weiter. Außerdem legte man ein Stück der Staatsstraße St 2260 beim Strehlhof über Rimbacher Gemarkung.

### Bildung
| Name                   | Erwähnt   |
| Jörg Burger            | 1744–1802 |
| Kaspar Bedenk          | 1802–1860 |
| Johann Philipp Schmitt | 1860–1864 |
| Adam Wolfenstetter     | ab 1864   |

Die Frühzeit der schulischen Bildung in Rimbach liegt weitgehend im Dunkeln. Einzelne Lehrerpersönlichkeiten tauchen erst seit dem Ende des 18. Jahrhunderts in den Quellen auf. Zunächst setzten die Herren von Schönborn die Dorflehrer ein, eine konkrete Ausbildung war nicht erforderlich. Nach der Mediatisierung im Jahr 1803 blieb die Besetzung der Schulstelle auch weiterhin in den Händen der Grafen von Schönborn, die jetzt die Standesherrschaft innehatten. Nach 1864 besetzte man in Rimbach nur noch einen Schulverweser.
Gleichzeitig bestand in Rimbach im 19. Jahrhundert eine jüdische Gemeinde, deren Kinder von religiösen Lehrern unterrichtet wurden. Zunächst wurden die jüdischen Kinder in Frankenwinheim unterrichtet, ehe es den Gemeinden Rimbach, Lülsfeld und Järkendorf Jahr 1855 gelang einen eigenen, jüdischen Schulsprengel zu errichten. Alle zwei Tage wurde also der Unterricht in Rimbach abgehalten, obwohl es später auch Bemühungen gab, eine jüdische Schule ausschließlich für Rimbacher Kinder aufzubauen.
Rimbach befindet sich seit den 1960er Jahren im Sprengel der Volksschule im nahen Volkach. Unter diesem Namen wurden Grund- und Mittelschule zusammengefasst. Die Schüler können dort den Qualifizierenden Hauptschulabschluss und, über den sogenannten M-Zweig, die Mittlere Reife ablegen. Außerschulische Bildung wird von der Volkshochschule Volkach geleistet.
Für die höhere Schulbildung ist in Volkach im Kloster St. Maria eine Mädchenrealschule beheimatet. Im Volkacher Ortsteil Gaibach befindet sich mit dem Franken-Landschulheim Schloss Gaibach außerdem ein großes Gymnasium mit Realschule und Internat. Das Steigerwald-Landschulheim in Wiesentheid liegt ebenfalls in der Nähe. Außerdem können die Schüler das private Egbert-Gymnasium in Münsterschwarzach besuchen.

### Vereine und Verbände
Die älteste Organisation in Rimbach ist die Freiwillige Feuerwehr, die heute in einem Feuerwehrverein organisiert ist. Sie wurde am 29. August 1874 gegründet. Kurz nach dem Zweiten Weltkrieg, im Jahr 1955, konnte man eine Motorspritze (TS 8/8) erwerben. Zwischen 1974 und 1975 errichteten die Feuerwehrleute ein neues Feuerwehrhaus im Ortskern. Heute besitzt die Wehr ein Tragkraftspritzenfahrzeug (TSF), zum Kommandanten wurde Matthias Götz gewählt.
Des Weiteren hat sich in Rimbach der DJK Rimbach e. V. etabliert. Er wurde im Jahr 1962 gegründet, 2007 wurde eine Spielervereinigung mit dem SVG Lülsfeld eingegangen. Seit dem Jahr 2010 fusionierten beide Vereine zum SG Rimbach/Lülsfeld. Das Sportgelände befindet sich im Süden von Rimbach und wurde im Jahr 1968 errichtet, 1972 baute man ein Sportheim. Weitere Anbauten fanden in den Jahren 2001 und 2003 statt. Neben einer Fußballmannschaft wird in Rimbach auch eine Korbballmannschaft unterhalten.

## Persönlichkeiten
Rimbach war lange Zeit Sitz der Zollner von Rimbach, die als Dienstmannengeschlecht erheblichen Einfluss auf das Dorf und die Umgebung ausübten. Als Erste nannten sich die Brüder Erkinger (1356–1391) und Endres Zollner (1374–1405) nach dem Dorf, später taten es ihnen ihre Söhne Friedrich (1391–1399) und Michel (1409–1422) gleich. Nach ihrem Tod fiel das Dorf an die Enkel ihrer Vetter, Peter (1427–1454) und Endres (1432–1480).

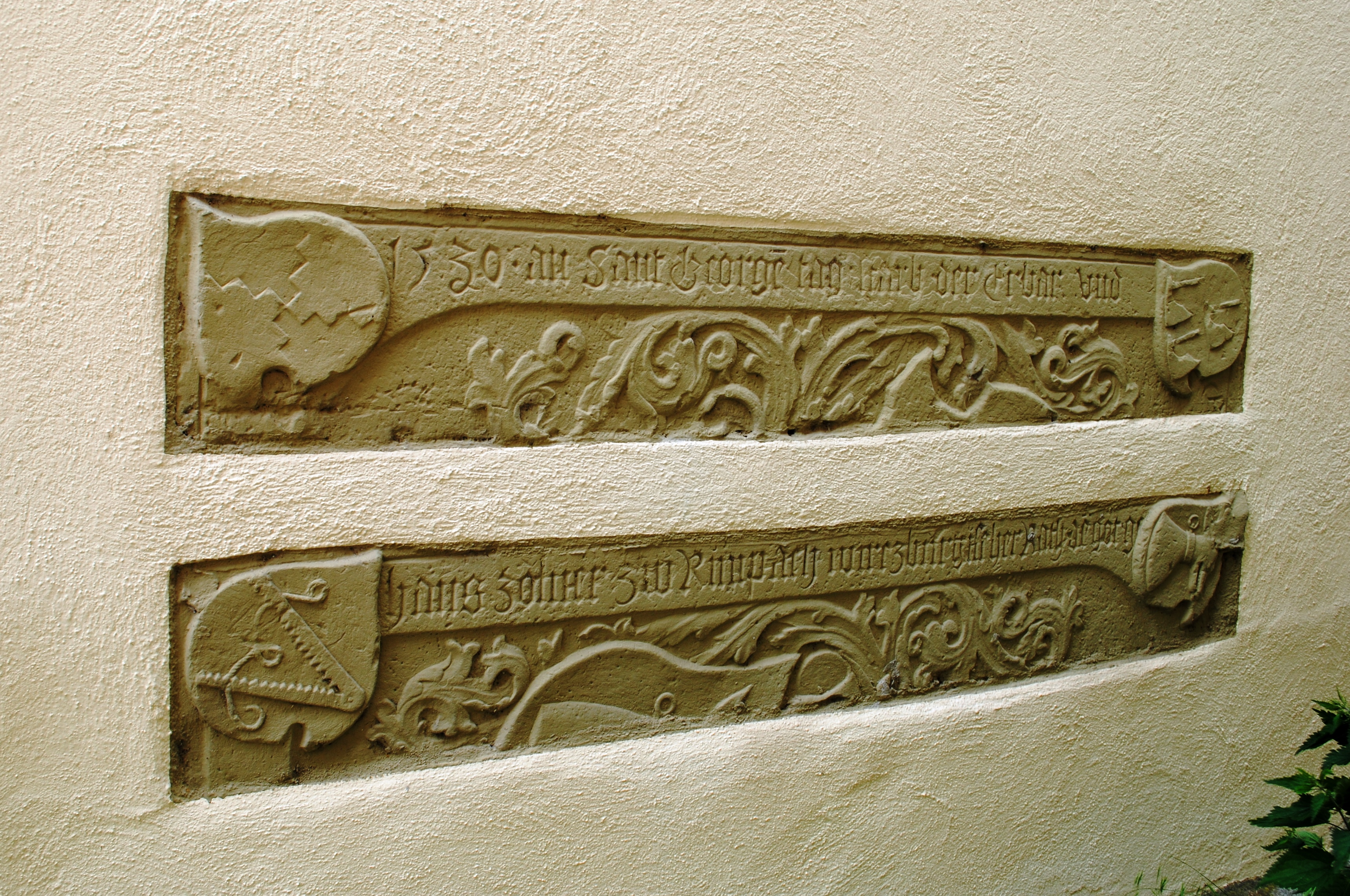
Die Epitaphienreste am Chor der Georgskirche

Nun übernahmen die Söhne des Endres, Hans und Stephan (1485–1533), den Besitz in Rimbach. Hans (1484–1530) wurde während des Deutschen Bauernkrieges Teil der Besatzung der Festung Marienberg und nahm nach dem Aufstand die Entschädigungsgelder für die Ritterschaft im Hochstift Würzburg entgegen. Wahrscheinlich wurde er in Rimbach begraben, zwei Bruchstücke seines Epitaphs befinden sich noch an der Kirche. Eine Inschrift lautet: „1530 am Sant Georgtag Hans Zolner zu Rimpach, wirczburgischer Rat de got g.“
Ihnen folgten die Söhne des Stephan Caspar (1533–1558) und Claus (1539). Caspar heiratete später Ursula von Grumbach († 1598), mit der er fünf Kinder hatte. Hans (1570), Michel (1559–1591), Stephan (1559–1575), Caspar (1559–1589) und Albrecht (1559–1575) waren die letzten Zollner von Rimbach, die Linie starb mit dem Tod des Michel Zollner aus.
Im 19. Jahrhundert tat sich ein Rimbacher als Militär hervor. Johann Gerneth (später Ritter von Gerneth, * 2. April 1848 in Rimbach; † 1901) war Offizier und Militärhistoriker. 1896 wurde er Oberstleutnant und Chef des Generalstabes II. Zwei Jahre später, 1898, stieg er zum Abteilungsleiter im bayerischen Kriegsministerium auf, gleichzeitig wurde er Oberst. Als Mitglied des bayerischen Senats kam er 1900 zum Reichsmilitärgericht in Berlin.
Der bekannteste Rimbacher ist wohl der Kunstmaler Willi Götz (* 1926 in Rimbach; † 1993 ebenda). Götz machte zunächst eine Lehre zum Maler und Anstreicher, nahm aber bereits nebenbei Zeichenunterricht an der Kunst- und Handwerkerschule in Würzburg. Im Jahr 1949 siedelte er nach München über und wurde Student an der Akademie der Bildenden Künste. Seit 1955 lebte er wieder in Rimbach und war fortan als freischaffender Künstler tätig. Seine Werke, insbesondere die Wandmalereien haben sich in vielen Kirchen in Mainfranken erhalten.
Die selbstständige Gemeinde Rimbach zeichnete vor 1977 lediglich eine Person mit der Ehrenbürgerwürde aus. Richard Voll (* 21. November 1899 in Oberebersbach; † 15. Juli 1980 in Würzburg) war lange Zeit Pfarrer der Gemeinde und hatte sie wohl auch während des Zweiten Weltkriegs seelsorgerisch betreut. Der Rimbacher Rat verlieh ihm deshalb am 21. Februar 1974 das Ehrenbürgerrecht.